# Гваладзе Варлам Захарійович
Варлам Захарійович Гваладзе (груз. ვარლამ ღვალაძე; нар. 5 червня 1893, Мордзгветі — пом. 16 липня 1944, Тбілісі) — радянський вчений в галузі хімії вина і виноробства. Доктор сільськогосподарських наук з 1936 року, професор з 1936 року.

## Біографія
Народився 5 червня 1893 року в селі Мордзгветі (нині муніципалітет Чіатура, Грузія). 1923 року закінчив агрономічний факультету Тбіліського державного університету. Вів науково-педагогічну роботу. У 1936-1944 роках — професор, завідувач кафедри біоорганічної хімії вина, декан технологічних факультету, заступник директора Грузинського сільськогосподарського інституту. Член ВКП(б) з 1942 року.
Помер в Тбілісі 16 липня 1944 року.

## Наукова діяльність
Перші наукових роботи присвячені застосуванню чистих культур дріжджів у виноробстві, утворення піровиноградної кислоти при молочнокислому бродінні. Вивчав корелятивну залежність між продуктами алкогольного бродіння, іонну рівновагу і форми органічних кислот в рослинних об'єктах, роль бурштинової кислоти в спиртовому бродінні. Автор ряду монографій, в тому числі підручника з хімії вина. Серед робіт:
- Енохімія. — Тбілісі, 1933(груз.);
- Кореляція між продуктами алкогольного бродіння. — Тбілісі, 1936(груз.);
- Органічні кислоти сусла і вина. — Тбілісі, 1946(груз.).

## Відзнаки
- Заслужений діяч науки Грузинської РСР (з 1943 року);
- Нагороджений орденом Трудового Червоного Прапора.